# 3547 Serov
3547 Serov este un asteroid din centura principală, descoperit pe 2 octombrie 1978 de Liudmila Juravliova.